# Platylister suturalis
Platylister suturalis är en skalbaggsart som först beskrevs av Lewis 1888.  Platylister suturalis ingår i släktet Platylister och familjen stumpbaggar. Inga underarter finns listade i Catalogue of Life.